# Piorunów (województwo mazowieckie)
Piorunów – wieś w Polsce położona w województwie mazowieckim, w powiecie warszawskim zachodnim, w gminie Błonie. Ma status sołectwa.
W latach 1945–1954 roku siedziba wiejskiej gminy Pass.
W latach 1975–1998 miejscowość położona była w województwie warszawskim.